# George Hogan
George Francis Hogan (Chicago, 12 aprile 1915 – Chicago, 19 gennaio 1965) è stato un cestista statunitense, professionista nella NBL.

## Carriera
Giocò per quattro stagioni nella NBL, disputando complessivamente 71 partite con 3,1 punti di media.